# Ouest vosgien
Ne doit pas être confondu avec Communauté de communes de l'Ouest Vosgien.
L'Ouest vosgien est une région naturelle du nord-est de la France, située dans la région Lorraine, principalement dans le département des Vosges.

## Géographie

### Localisation
L'Ouest vosgien s'étend sur le nord-ouest du département de Vosges. Le fleuve de la Meuse traverse l'Ouest vosgien du nord au sud. L'autoroute A31 traverse le territoire en contournant la ville principale Neufchâteau par l'est.

### Géographie physique
Située à une altitude moyenne de 300 à 500 mètres, l'Ouest vosgien se situe entre les côtes de Meuse à l'ouest de Neufchâteau et les côtes de Moselle situées à l'est de Neufchâteau. Cette partie de la Lorraine est très boisée. On y trouve notamment des chênes pédonculés et aussi différentes variétés de sapin.

### Climat
L'Ouest vosgien subit un climat semi-continental. En conséquence, on retrouve des étés très chauds et souvent secs en particulier dans la vallée de la Meuse et en hiver on retrouve des conditions très rudes avec de fréquentes chutes de neige et des froids vifs. Trois communes sont en situation de tension quantitative récurrente de disponibilité en eau.

### Géologie
Le sol particulièrement humide de la région est constitué de strates aquifères (grès, calcaire) séparées par des couches imperméables d'argile callovien.

## Histoire
Le site archéologique de Grand, correspondant probablement à la ville gallo-romaine d'Andesina, comprend l'amphithéâtre de 17 000 places, le 8e plus grand de l'Empire romain, et la mosaïque de 232 m2. Vers 355, l'empereur Julien, en lutte contre les Alamans, établit un camp à proximité de Marceum ad Mosam, aujourd'hui Maxey-sur-Meuse. 
C'est sur ces terres que Jeanne d'Arc a grandi dans le village de Domrémy-la-Pucelle situé au nord de Neufchâteau ; elle fit d'ailleurs sa communion dans la cité néocastrienne.
Sur la commune de Mont-lès-Neufchâteau se trouve le fort de Bourlémont, lequel recueillit des blessés de Verdun pendant la Première Guerre mondiale. Pendant la Seconde Guerre mondiale, ce fort était une prison où les résistants furent internés par les Allemands.
La vieille ville de Neufchâteau est le cœur historique de la cité. Elle regroupe des maisons bourgeoises et des hôtels particuliers datant de la Renaissance. Parmi ces bâtiments se trouvent l'actuelle sous-préfecture des Vosges, un cinéma à l'italienne, l'école de musique...

## Économie
L'agriculture et l'exploitation forestière occupent une place notable dans l'économie locale. Depuis 2013, la présence du loup est attestée.